# سيغفريد لنتس
سيغفريد لنتس (ولد في 17 مارس 1926 في ليك في بروسيا الشرقية، توفي في 7 أكتوبر 2014 في هامبورغ)، كاتب ألماني وواحد من أشهر كتاب القصّة في الأدب الألماني المعاصر وفي فترة ما بعد الحرب. أهم أعماله رواية «حصّة اللغة الألمانية» (بالألمانية: Deutschstunde)‏ التي صدرت عام 1968، وتُرجمت إلى عدة لغات وحُوّلت إلى فيلم، وتتناول الحقبة النازية. كان لينتس عضوا في «مجموعة 47» التي أسسها بُعيد الحرب العالمية الثانية كتاب ألمان منهم هاينريش بول وغونتر غراس وإنغبورج باخمان.

## حياته

### نشأته
ولد سيغفريد لنتس عام 1926لعائلة ضابط جمارك بروسي في بلدة ليك (بالألمانية: Lyck)‏ في منطقة مازورين في في بروسيا الشرقية (بولندا اليوم). توفي والده مبكرا وغادرت والدته ليك مع ابنتها، وعاش هو مع جدته على ضفاف بحيرة ليك حيث تلقى تعليمه المدرسي الأساسي، وزار المدرسة الإعدادية في كابلن في مقاطعة شليسفيغ هولشتاين، ومدرسة داخلية ثانوية في سامتر/ساموتجي [الألمانية].

### في الحرب العالمية الثانية
جنّد بعد تخرجه من المدرسة الثانوية عام 1943 في البحرية الألمانية، وتشير وثائق أرشيف برلين الفيدرالي إلى وجود ملف لسيغفريد لنتس في ملف أعضاء الحزب النازي المركزية، بطلب عضوية مقدم بتاريخ 12 يوليو 1943، وتاريخ الانضمام في 20 أبريل 1944. رقي لنتس في 20 أبريل 1945 إلى رتبة فانريش في البحرية الألمانية في عملية ترقية جماعية.
من جانبه يقول لنتس أنه لم يعلم بقبوله في الحزب النازي في تنسيب جماعي. هرب لنتس من الخدمة على سفينة التدريب «هانسا» في الدنمارك قبل نهاية الحرب العالمية الثانية بفترة وجيزة، وأسره البريطانيون أثناء فراره في منطقة شليسفيغ هولشتاين.
في الأسر أصبح لنتس مترجما للجنة فحص الأسرى البريطانية. في مقالته «أنا، مثلاً»، التي نشرت عام 1966، يتحدث لنتس عن نشوة ابن السابعة عشرة عندما استدعي للخدمة العسكرية، وعن وعن خيبة الأمل اللاحقة ونهاية الأكاذيب في نهاية الحرب.

### بداياته الصحفية والأدبية
درس بعدها الفلسفة والأدب الإنجليزي في هامبورغ، قطع دراسته ليعمل متدرباً في صحيفة دي فيلت اليومية، وهناك التقى بزوجته ليزلوته (1918- 5 فبراير 2006)، التي قدمت لاحقا الرسومات في بعض إصداراته، وتزوجا في عام 1949. عمل لينتس في الصحيفة محرراً أدبيا في العامين 1950 و1951. نشرت روايته الأولى «كانت هناك صقور في الجو» مسبقاً في ملحق الصحيفة الأدبي بقرار من الكاتب والمحرر ويلي هاس، وشجعه ذلك على التطلع إلى الحياة ككاتب مستقل،  وبدأ بالفعل ابتداء من العام 1951 بالعمل مؤلفاً إذاعياً وكاتباً مستقلا في هامبورغ.

### مسيرته الأدبية
في عام 1951، نشر سيغفريد لينز روايته الأولى «كانت هناك صقور في الجو» (بالألمانية: Es waren Habichte in der Luft)‏، وموّل بمدخولاته منها رحلة إلى كينيا، التي ألهمته زيارتها بقصة «لوكاس، الخادم الوديع» التي تناولت انتفاضة ماو ماو من بين أمور أخرى. عاش لنتس منذ ذلك الحين كاتبا مستقلا في هامبورغ، ولاحقًا في جزيرة ألسن الدنماركية، ثم اشترى عشّة في بلدة تيتنهاوزن [الإنجليزية] أقام فيها في أشهر الصيف.
أصدر لنتس مجموعته القصصية الأولى عام 1955 بعنوان «رقيقة إلى هذه الدرجة كانت زليخة» (بالألمانية: So zärtlich war Suleyken)‏، وقد لاقت نجاحاً بسبب أسلوبها السردي الجديد واستخدامها اللغة العامية البروسية الشرقية.
واظب لنتس على حضور اجتماعات كتاب المجموعة 47، كما كان عضوا في فرع هامبورغ من مجلس الحرية الثقافية [الإنجليزية] المناهض للشيوعية. نشط إلى جانب غونتر غراس في الحزب الديمقراطي الاجتماعي الألماني، ودعم السياسة الشرقية الجديدة التي قادها ويلي براندت، ودعي في عام 1970 إلى وارسو لحضور التوقيع على اتفاقية وارسو (1970) [الإنجليزية]
أصبح لنتس عام 1967 عضواً في الفرع الألماني من نادي القلم الدولي. عمل ابتداء من العام 2003 أستاذاً زائراً في جامعة هاينريش هاينه في دوسلدورف، وعضواً فخرياً في أكاديمية الفنون الحرة في هامبورغ.
في أكتوبر 2011 حصل لنتس على المواطنة الفخرية من بلدته الأصلية ليك، التي أصبحت في بولندا.
في يونيو 2010، تزوج سيغفريد لينز للمرة الثانية.
في ربيع عام 2014 أعلن أنه سيسلم أرشيفه الشخصي إلى أرشيف الأدب الألماني في مارباخ، وفي يونيو من نفس العام أسس مؤسسة غير ربحية في هامبورغ مكرسة للمراجعة العلمية لأعماله، وتمنح هذه المؤسسة سنوياً جائزة سيغفريد لنتس [الإنجليزية] الأدبية.
توفي لنتس في هامبورغ في 7 أكتوبر 2014، ودفن بجانب زوجته الأولى ليزلوت في مقبرة جروس فلوتبيك.

## أعماله
إضافةً إلى 15 رواية، كتب لنتس أكثر من مائة عمل بين قصص قصيرةومسرحيات ودراما إذاعية ومقالات وخطب ومراجعات، وشارك بنشاط في الأحداث السياسية اليومية. اعتبره الصحفي هانجو كيستينج «أحد المؤلفين المؤثرين والمتميزين في الأدب الألماني في فترة ما بعد الحرب»، إلى جانب هاينريش بول وغونتر غراس. كان لنتس في سنواته الأولى أحد رواد القصة القصيرة في أدب اللغة الألمانية وظل ممثله البارز لفترة طويلة، فظلت كانت قصص نموذجية مثل «سفينة الإرشاد» (1960) لعقود جزءاً من المقرر المدرسي الألماني. وفي مرحلة متأخرة أثبت لنتس نفسه كاتباً لأعمال نثرية طويلة، بروايات مثل «حصة اللغة الألمانية» (1968) والمتحف الريفي (1978) وميراث أرنه (1999). في عام 1963 وصفه الناقد الألماني مارسيل رانيسكي بأنه «ولد عداء 100 متر، ولكن رسخت في رأسه فكرة أنه يجب عليه أيضاً إثبات نفسه عدّاءً لمسافات طويلة».
تأثر لينتس في البداية بصورة خاصة بإرنست همنغواي الذي منحه «إمكانية فهم الذات»، ولكن في الستينيات نأى بنفسه عن همنغواي وتحول بشكل أساسي إلى ويليام فولكنر بوصفه «نموذج يحتذى به».
يذكر أسلوب لنتس السردي التقليدي بقصص القرن التاسع عشر، ولذا تعرّض لانتقادات وصفته بأنه تقليدي وأن أعماله "قديمة الطراز". لقّبه الناقد مارسيل رانيسكي لينز بـ"المشكك اللطيف"، كما رأى الناقد هانيو كيستينغ أن أعماله تمتاز برباطة الجأش وروح الدعابة بصفتهما خصائص مركزية، بالإضافة إلى "موقف الشاعر الملحمي، الذي يفضل فهم العالم والناس بدلاً من إدانتهم". في ذات الوقت ظل لينز دائماً تربويا أراد حسب أقواله إظهار "أن هناك أفعالاً صحيحة وخاطئة. في عبارة مشهورة يقول لنتس: "أنا لا أقدّر فن الاستفزاز. ليس كما أقدّر فن صياغة ميثاق فعال مع القارئ لتقليل الشرور الموجودة".
عثر قبل وفاة لينز بفترة وجيزة على حوالي 80 قصيدة لم تكن معروفة من قبل، ويعتقد أنها كتبت بين عامي 1947 و 1949، وتتناول تجاربه الشخصية في الحرب ومشاكل ألمانيا ما بعد الحرب. ولم يتضح بعد ما إذا كانت القصائد ستُنشر.
لم تنشر روايته «الهارب» (بالألمانية: Der Überläufer)‏ التي كتبها عام 1951 إلا بعد وفاته، في عام 2016. وكان يفترض في الأصل نشر العمل في عام 1952، إلا أن الناشر تراجع نشرها، لأسباب سياسية  (كما حدث، على سبيل المثال مع رواية هينريش بول «الإرث» (بالألمانية: Das Vermächtnis)‏ في عام 1948)، حيث تدور أحداث رواية لنتس حول جندي ألماني انضم إلى الثوّار ومن ثم إلى الجيش الأحمر في نهاية الحرب العالمية الثانية.

### من أهم أعماله
- كانت هناك صقور في الجو «Es waren Habichte in der Luft» (رواية 1951).
- رقيقة إلى هذا الحد كانت سولايكا «So zärtlich war Suleyka» (قصص 1955).
- حصة اللغة الألمانية «Deutschstunde» (رواية 1968).
- المتحف الريفي «Heimatmuseum» (رواية 1978).
- البرج العاجي والبيوت الخشبية (1983) «Elfenbeinturm und Barrikade»
- ميدان التدريب «Exerzierplatz» (رواية 1986).
- الفتاة الصربية «Das serbische Mädchen» (قصة 1987).
- بروفة الأصوات «Die Klangprobe» (رواية 1990).

### ترجمات إلى العربية
- «القصاص» (بالألمانية: Die Strafe)‏، قصة، ترجمة عدنان حبال، في الآداب الأجنبية، العدد 94، يناير 1998[12]
- «سفينة التحذير والإرشاد» (بالألمانية: Das Feuerschiff)‏، قصة، ترجمة علي حسن، في «القدر والحرية: ثلاثون عملا من الأدب الألماني»، دار الهلال، القاهرة، 2001[30]

## جوائز وتكريم
- 1953: جائزة ليسينغ لمدينة هامبورغ الحرة والهانزية (منحة دراسية)
- 1961: جائزةجمعية شرق بروسيا الثقافية
- 1962: جائزة مدينة بريمن الأدبية على رواية «زمن الابرياء»
- 1970: جائزة غيرهارت هاوبتمان، على «زمن الأبرياء»
- 1970: جائزة الماسونيين الألمان الثقافية
- 1976: الدكتوراه الفخرية من جامعة هامبورغ [31]
- 1979: جائزة أندرياس غريفوس
- 1984: جائزة توماس مان
- 1985: جائزة مانيس سبيربر
- 1987: جائزة فلهلم رابه، على «ميدان التدريب»، والأعمال الكاملة
- 1988: جائزة السلام لتجارة الكتب الألمانية [32]
- 1989: جائزة هاينز جالينسكي
- 1995: جائزة جان بول
- 1997: جائزة هيرمان سينشايمر
- 1998: جائزة صامويل بوغوميل لينده
- 1998: أستاذية في جامعة جيرهارد مركاتور في دويسبورغ
- 1999: جائزة غوته لمدينة فرانكفورت
- 2001: عضوية فخرية في مجلس الشيوخ بجامعة هامبورغ
- 2001: جائزة فلهلم للأدب
- 2002: كورين - الجائزة الفخرية لرئيس الوزراء البافاري
- 2002: الدكتوراه الفخرية من جامعة إرلانجن نورمبرغ
- 2002: مواطن فخري من هامبورغ
- 2002: جائزة بريمن هانزتيك للتفاهم الدولي
- 2002: ميدالية يوهان فولفجانج فون جوته الذهبية
- 2003: استاذية هاينريش هاينه في جامعة دوسلدورف
- 2004: جائزة هانيلور غريف للأدب
- 2004: المواطنة الفخري لشليسفيغ هولشتاين. من خلال أعماله، جعل مناظر شليسفيغ هولشتاين معروفة في جميع أنحاء العالم وصوّر شعبها بحساسية
- 2005: جائزة أكاديمية هيرمان إيلرس
- 2006: جائزة الريشة الذهبية الفخرية عن «عمله الأدبي الذي لا يضاهى»
- 2007: الحارس الفخري لمجمع حارس قفل ألستر في هامبورغ [33]
- 2009: جائزة ليف كوبيليف
- 2010: جائزة نونينو (بالإيطالية: Premio Nonino)‏، جائزة الثقافة الدولية الإيطالية "
- 2011: المواطنة الفخرية في مسقط رأسه في بلدة ليك (اليوم إليك) في بولندا [34]

## مؤسسة وجائزة سيغفريد لنتس
في يونيو 2014 اعترفت بلدية هامبورغ بمؤسسة سيغفريد لنتس الاتي أسسها الكاتب. مهمة المؤسسة الرئيسية المعالجة العلمية للعمل الصحفي والأدبي، ودعم الفنانين والعلماء الشباب من خلال المنح المقدّمة. كما كلفت المؤسسة بمنح «جائزة سيغفريد لنتس»، وهي جائزة أدبية قدّمت لأول مرة دار بلدية هامبورغ في عام 2014، وتُمنح الجائزة كل عامين ومعها مبلغ مالي قدره 50000 يورو. تهدف الجائزة إلى تكريم الكتاب العالميين الذين لاقى عملهم تقديرا كبيراً، وعملهم الإبداعي قريب من روح سيجفريد لينز.

## روابط خارجية
- سيغفريد لنتس على موقع IMDb (الإنجليزية)
- سيغفريد لنتس على موقع مونزينجر (الألمانية)
- سيغفريد لنتس على موقع ألو سيني (الفرنسية)
- سيغفريد لنتس على موقع ميوزك برينز (الإنجليزية)
- سيغفريد لنتس على موقع أول موفي (الإنجليزية)
- سيغفريد لنتس على موقع قاعدة بيانات الأفلام السويدية (السويدية)
- سيغفريد لنتس على موقع إن إن دي بي (الإنجليزية)
- سيغفريد لنتس على موقع ديسكوغز (الإنجليزية)
- سيغفريد لنتس على موقع قاعدة بيانات الفيلم (الإنجليزية)
- سيغفريد لنتس على موقع كينوبويسك (الروسية)